# Eduardo Zaplana
Eduardo Andrés Julio Zaplana Hernández-Soro (ur. 3 kwietnia 1956 w Kartagenie) – hiszpański polityk, prawnik i samorządowiec, działacz Partii Ludowej, parlamentarzysta, w latach 1995–2002 prezydent Walencji, od 2002 do 2004 minister pracy i spraw społecznych.

## Życiorys
Kształcił się początkowo na Universidad de Valencia, następnie ukończył studia prawnicze na Universidad de Alicante. Od 1977 działał w Unii Demokratycznego Centrum, był m.in. sekretarzem generalnym organizacji młodzieżowej w Alicante. Był urzędnikiem w resorcie transportu, łączności i turystyki w okresie rządu Adolfo Suáreza, po czym po rozpadzie UCD zajął się praktyką adwokacką. Do aktywności politycznej powrócił pod koniec lat 80., wstępując do Partii Ludowej i stając na czele struktur PP w prowincji Alicante.
W latach 1991–1994 był alkadem miasta Benidorm, w 1993 został przewodniczącym ludowców w Walencji. W 1995 wybrany w skład regionalnych kortezów, a następnie przy wsparciu regionalnej partii Unión Valenciana powołany na prezydenta Walencji. Uzyskał reelekcję po wyborach w 1999. Reprezentował hiszpański samorząd w Komitecie Regionów.
W lipcu 2002 dołączył do rządu José Maríi Aznara jako minister pracy i spraw społecznych. Urząd ten sprawował do kwietnia 2004. Od września 2003 był jednocześnie rzecznikiem prasowym rządu. W 2004 wybrany do Kongresu Deputowanych VIII kadencji, pełnił funkcję rzecznika prasowego frakcji poselskiej PP. W 2008 z powodzeniem ubiegał się o reelekcję, rezygnując jednak z mandatu wkrótce po wyborach.
Po odejściu z polityki objął kierownicze stanowisko w Telefónice.